# Эль-Киско
Эль-Киско (исп. El Quisco) — город в Чили. Административный центр одноимённой коммуны. Население города — 8931 человек (2002). Город и коммуна входит в состав провинции Сан-Антонио и области Вальпараисо .
Территория — 51 км². Численность населения — 15 955 жителей (2017). Плотность населения — 312,8 чел./км².

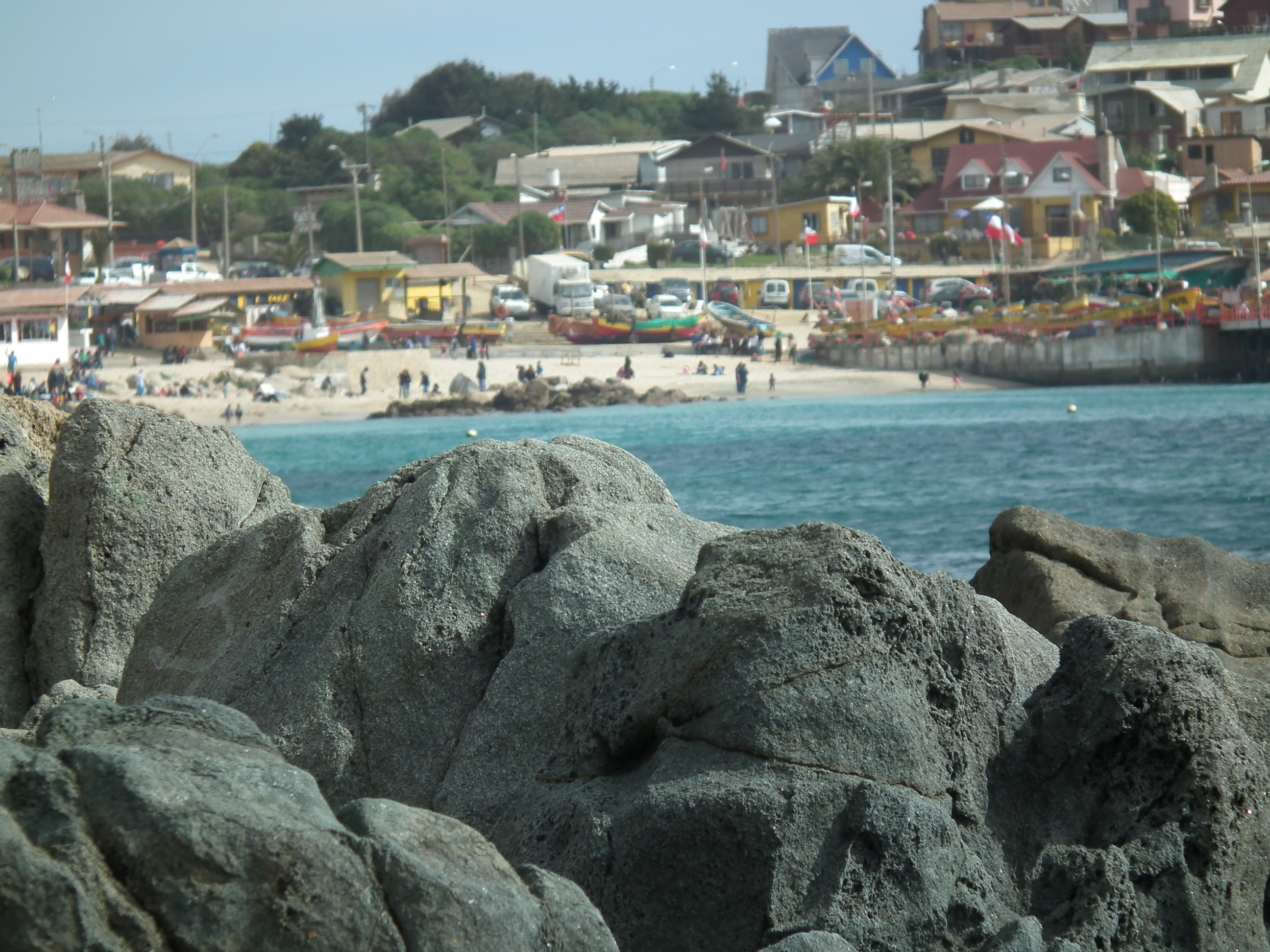
Вид на бухту Эль-Киско.

## Расположение
Город расположен в 40 км на юг от административного центра области города Вальпараисо и в 24 км на север от административного центра провинции города Сан-Антонио.
Коммуна граничит:
- на севере — c коммуной Альгарробо
- на востоке — с коммуной Касабланка
- на юге — c коммуной Эль-Табо

На западе находится побережье Тихого океана.

## Демография
Согласно сведениям, собранным в ходе переписи 2017 г.  Национальным институтом статистики (INE),  население коммуны составляет:
| Полное население                          | Полное население                          | Полное население                          | Полное население                          | Полное население                          | 15 955 |
| ----------------------------------------- | ----------------------------------------- | ----------------------------------------- | ----------------------------------------- | ----------------------------------------- | ------ |
| в том числе:                              | Городское население                       | 14 867                                    | Процент городского населения, %           | 93,18                                     |        |
|                                           | Сельское население                        | 1 088                                     | Процент сельского населения, %            | 6,82                                      |        |
|                                           | Мужское население                         | 7 826                                     | Процент мужского населения, %             | 49,05                                     |        |
|                                           | Женское население                         | 8 129                                     | Процент женского населения, %             | 50,95                                     |        |
| Плотность населения, чел/км²              | Плотность населения, чел/км²              | Плотность населения, чел/км²              | Плотность населения, чел/км²              | Плотность населения, чел/км²              | 312,8  |
| Население коммуны в % к населению области | Население коммуны в % к населению области | Население коммуны в % к населению области | Население коммуны в % к населению области | Население коммуны в % к населению области | 0,88   |

| Динамика изменения населения коммуны | Динамика изменения населения коммуны | Динамика изменения населения коммуны | Динамика изменения населения коммуны |
| ------------------------------------ | ------------------------------------ | ------------------------------------ | ------------------------------------ |
| 1992                                 | 2002                                 | 2012                                 | 2017                                 |
| 6097                                 | 9467▲                                | 11 329▲                              | 15 955▲                              |

## Важнейшие населенные пункты[4]
| № | Населённый пункт     | Населённый пункт (исп.) | Категория | Население чел. (2002) | На карте                        |
| - | -------------------- | ----------------------- | --------- | --------------------- | ------------------------------- |
| 1 | Эль-Киско            | El Quisco               | город     | 8931                  | 33°24′01″ ю. ш. 71°41′35″ з. д. |
| 2 | Сан-Хосе-дель-Ринкон | San Jose del Rincon     | посёлок   | 91                    | 33°24′53″ ю. ш. 71°37′38″ з. д. |
| 3 | Эль-Тотораль         | El Totoral              | посёлок   | 85                    | 33°25′09″ ю. ш. 71°37′31″ з. д. |
| 4 | Эль-Мембрильо        | El Membrillo            | посёлок   | 47                    | 33°26′15″ ю. ш. 71°37′39″ з. д. |